# Баккелли, Риккардо
Риккардо Баккелли (итал. Riccardo Bacchelli; 19 апреля 1891, Болонья — 8 октября 1985, Монца) — итальянский поэт, писатель и драматург, один из наиболее известных авторов исторических романов XX века.

## Биография
Риккардо Баккелли родился 19 апреля 1891 года в Болонье. Его родители были достаточно известны — отец, Джузеппе Баккелли (1849—1914), ценитель творческого наследия Ариосто и Россини, друг Энрико Панцакки, занимался политикой — сначала на провинциальном уровне (сыграл значительную роль в создании Института Риццоли), затем был депутатом итальянского парламента с 1909 по 1913 год. Мать — немка Анна Бумиллер (умерла в 1911 году), была образованной женщиной, почитательницей Гёте, пианисткой, преподавала немецкий язык Кардуччи.
Баккелли учился в Болонском университете, но оставил его в 1912 году, так и не получив диплом. В 1914 году опубликовал первый поэтический сборник, уже будучи артиллерийским офицером накануне вступления Италии в Первую мировую войну. По её окончании сотрудничал в литературном журнале La Ronda, противопоставляя в критических статьях своим современникам — авангардным литераторам — классиков XIX века Джакомо Леопарди и Алессандро Мандзони. Позднее публиковал также театральные рецензии в миланском журнале La fiera letteraria.
В 1927 году опубликовал исторический роман Il diavolo al Pontelungo (Дьявол в Понтелунго) об итальянском периоде жизни русского анархиста Михаила Бакунина.
Огромное творческое наследие Баккелли включает поэзию, объёмную прозу, критические и исторические исследования. Основным его трудом стала фундаментальная семейная сага Il mulino del Po (Мельница на реке По), созданная в 1938—1940 годах. Повествование охватывает столетний период от заключительного этапа Наполеоновских войн до битвы при Витторио-Венето в конце Первой мировой. В 1949 году роман был экранизирован режиссёром Альберто Латтуада, в 1963 году по нему был снят телесериал (режиссёр Сандро Больки, Баккелли участвовал в написании сценария), а в 1971 году тот же режиссёр, вновь при участии Баккелли, снял новую телеверсию.
В 1947 году Баккелли стал членом Академии деи Линчеи.

## Избранные труды

### Поэтические сборники
- Лирические стихи (Poemi lirici, 1914);
- Любовь поэзии (Amore di poesia, 1930);
- Слова любви (Parole d’amore, 1935);
- Ночь 8 сентября 1943 (La notte dell’8 settembre 1943, 1945) и др.

### Романы
- Чудесная нить Лодовико Кло (Il filo meraviglioso di Lodovico Clo, 1911);
- Дьявол в Понтелунго (Il diavolo al Pontelungo, 1927);
- Город влюблённых (La città degli amanti, 1929);
- Супружеская страсть (Una passione coniugale, 1930);
- Сегодня, завтра и никогда (Oggi domani e mai, 1932);
- Африканская болезнь (Mal d’Africa, 1934);
- Лозоходец (Il rabdomante, 1936);
- Iride, 1937;
- Мельница на реке По, в 3-х тт. (Il mulino del Po, 3 voll., 1938—1940)
- Цветок мирабилиса (Il fiore della Mirabilis, 1942);
- Il pianto del figlio di Lais, 1945;
- Взгляд Иисуса (Lo sguardo di Gesù, 1948);
- Комета (La cometa, 1951);
- Поджог Милана (L’incendio di Milano, 1952);
- Сын Сталина (Il figlio di Stalin, 1953);
- Три дня страсти (Tre giorni di passione, 1955);
- Три раба Юлия Цезаря (I tre schiavi di Giulio Cesare, 1957);
- Больше не буду называть тебя отцом (Non ti chiamerò più padre, 1959);
- Прогресс — это ракета: безумный роман (Il progresso è un razzo: un romanzo matto, 1975);
- Подводная лодка (Il sommergibile, 1978).

### Новеллы, путешествия, фэнтэзи
- Это знает тунец (Lo sa il tonno, 1923);
- Прекрасная Италия (Bella Italia, 1928);
- Пресная вода и грехи (Acque dolci e peccati, 1930);
- La fine d’Atlantide ed altre tavole lunatiche, 1942;
- Шлем Танкреда и другие весёлые новеллы (L’elmo di Tancredi ed altre novelle giocose, 1942);
- Il brigante di Tacca del lupo ed altri racconti disperati, 1942;
- Путешествия по суше и по морю (Viaggi per terra e per mare, 1952);
- Путешествие в Грецию (Viaggio in Grecia, 1959);
- Второе путешествие в Грецию (Secondo viaggio in Grecia, 1963) и др.

### Драматургия
- Гамлет (Amleto, 1923, n. ed. Amleto 1918, 1957);
- Заря последнего вечера (L’alba dell’ultima sera, 1949) и др.

### Исторические, критические и морализаторские работы
- Заговор Джулио д’Эсте, в 2-х тт. (La congiura di don Giulio d’Este, 2 voll., 1932);
- Литературные исповеди (Confessioni letterarie, 1932);
- Джоаккино Россини (Gioacchino Rossini, 1941);
- В реке истории (Nel fiume della storia, 1959) и др.